# Крючково (Андреапольский район)
Крючково — деревня в Андреапольском районе Тверской области. Относится к Аксёновскому сельскому поселению. 

## География
Расположено в 57 километрах к северо-западу от районного центра Андреаполь, в 7 км к от деревни Аксёново.
Находится на реке Тудер, на Валдайской возвышенности.

## История
В XIX веке деревня относилась к Русаново-Даньковской волости Холмского уезда Псковской губернии.
В районе Крючково осенью 1941 - зимой 1942 шли ожесточённые бои с немецкими войсками. Братская могила солдат Красной Армии, погибших во время Великой Отечественной войны.
До 2006 года была центром Крючковского сельского округа.

## Население
| 1997 | 2002 | 2010 |
| ---- | ---- | ---- |
| 118  | ↘75  | ↘61  |

В 1997 году - 45 хозяйств, 118 жителей. 
Население по переписи 2002 года — 75 человек, 38 мужчин, 37 женщин.

## Инфраструктура
Центральная усадьба колхоза (сейчас СПК) «Колос». Средняя школа, библиотека, магазины, медпункт.